# Bogotá 2016
Bogotá 2016 es una película de ciencia ficción colombiana de 2001 dirigida por Alessandro Basile,  Ricardo Guerra,  Pablo Mora y Jaime Sánchez y protagonizada por Cristina Umaña, John Alex Toro, Jaime Barbini, Verónica Orozco, Valentina Gómez, Fernando Solórzano, César Mora, Mario Duarte y Diana Ángel. Está conformada por tres historias, "¿Quién paga el pato?", "La Venus virtual" y "Zapping". Cada una tiene un argumento diferente pero todas se desarrollan en la ciudad de Bogotá en el entonces futurista año 2016.

## Reparto

#### Segmento I: "¿Quién paga el pato?"
- Cristina Umaña - Fedrica
- John Alex Toro - Juan / El Pato
- Lucy Martínez - Mamá de Juan
- Jaime Barbini - Policía
- Antonio García - Policía
- Nuo Nuo Sung - Nuo Nuo
- Alejandro Mora - Ram
- Andrea Echeverry - Ella misma

#### Segmento II: "La Venus virtual"
- Lucas Nieto - Andrés
- Quique Mendoza - Josué
- Valentina Gómez - La Venus
- Fernando Solórzano - Quince
- Verónica Orozco - Afrodita
- Yamile Lanchas - La Teniente
- Jorge Enrique Mantilla - Sargento
- Manuel Romero - Don Pablo
- Ana María Arango - La vecina

#### Segmento III: "Zapping"
- Mario Duarte - Jorge Baroni
- Constanza Duque - Viviana
- Nórida Rodríguez - Carola
- César Mora - Francisco
- Carlos Serrato - Víctor
- Luz Estela Luengas - Berta de Restrepo
- Hugo Gómez - Roberto Restrepo
- Diana Ángel - María Fernanda
- Leonardo Ramírez - Juan Manuel
- Carlos Hurtado - King
- Cesar Badillo - Kong[3]